# 神前善一
神前 善一（こうざき よしかず、1914年8月19日 - 1984年2月6日）は、日本の経営者。和歌山県出身。

## 経歴
1932年に和歌山商業学校を卒業し、同年に松下電工に入社。1947年7月に取締役に就任し、1955年1月に常務、1964年9月に専務を経て、1977年2月には社長に就任。1982年2月から副会長を務めた。
1984年2月6日急性心筋梗塞のために死去。69歳没。